# Oberea kanarensis
Oberea kanarensis là một loài bọ cánh cứng trong họ Cerambycidae.